# Вяйко-Тіїліге
Вяйко-Тіїліге (ест. Väiko-Tiilige), також Вяйко-Тіїліке (ест. Väike-Tiilike) — село в Естонії, входить до складу волості Міссо, повіту Вирумаа.